# Ácido treonico
Ácido treonico é o ácido aldônico derivado da treose. O isômero ácido L-treonico é um metabólito do ácido ascórbico (vitamina C).